# (10949) Königstuhl
(10949) Konigstuhl, désignation internationale (10949) Königstuhl, est un astéroïde de la ceinture principale.

## Description
(10949) Konigstuhl est un astéroïde de la ceinture principale. Il fut découvert le 25 septembre 1960 à l'observatoire Palomar par Cornelis Johannes van Houten, Ingrid van Houten-Groeneveld et Tom Gehrels. Il présente une orbite caractérisée par un demi-grand axe de 2,72 UA, une excentricité de 0,03 et une inclinaison de 12,6° par rapport à l'écliptique.

## Compléments